# 楊維聰
楊維聰（1492年—1560年？），字達甫，號方城。北直隸順天府固安縣（今河北省廊坊市固安縣）城內人，明朝狀元、政治人物、學者。正德十四年（1519年）順天鄉試解元，次年會試聯捷，正德十六年（1520年）殿試登第一甲第一名，授官翰林院修撰。嘉靖初年“大禮議”期間，楊維聰等隨楊慎力爭大禮，反對世宗，遭到廷杖。此後被外放為官，在山西、山東任職多年，累官山東布政使。嘉靖十七年（1538年）調南京光祿寺卿，翌年調太仆寺卿，兩年後致仕。身後入祀固安鄉賢祠。
楊維聰是固安縣歷史上唯一的狀元，固安城內曾建有“狀元及第”等牌坊。其著作有詩文數篇傳世，并輯《性理諸家解》三十四卷。家族文風鼎盛，父楊和中舉人，兄楊維傑為榜眼，子孫亦多有科名。

## 生平

### 高中狀元
杨维聪生於明孝宗弘治五年（1492年）十一月初六日，其父楊和是成化二十二年（1486年）丙午科舉人，官至國子監學正、代王府左長史，平生不務積蓄，唯嚴於教子。楊維聰於正德十四年（1519年）考中鄉試第一名（解元），次年二月會試聯捷第十名貢士。禮部按例請殿試，然武宗南巡未歸，閣老楊廷和認為「臨軒策問，必天子親御」，因此殿試未能舉行。正德十六年（1521年），武宗駕崩，無子，憲宗之孫、孝宗之侄朱厚熜以旁支小宗入嗣大統，即皇帝位，是為世宗。至五月十五日，世宗方在西角門賜策問貢士。次日放榜，維聰高中一甲第一名（狀元），授翰林院修撰。

### 大禮議
嘉靖二年（1523年），維聰充任會試同考官，遷右春坊右中允。嘉靖三年（1524年），世宗堅持為親生父母上尊號，群臣反對，“大禮議”愈演愈烈。张璁、方献夫因逢迎世宗心意而被提拔為學士，維聰及同官舒芬等羞與同列，上書乞求罷歸，不允。
七月十二日，世宗詔諭禮部，十六日為父母上冊文、祭告天地、宗廟、社稷，群臣嘩然。七月十五日，楊廷和之子，狀元楊慎等召集群臣抗爭，楊慎道：「國家養士百五十年，仗節死義，正在今日。」不久，杨慎率眾拜伏於左順門哭爭，舒芬、楊維聰等即在其中。世宗派太監遣散，眾人堅持不退。世宗令將為首者八人逮捕入獄。楊慎、王元正於是撼門大哭，群臣哭聲震天，世宗大怒，下令嚴懲，眾人或被下獄、或遭廷杖、罰俸。維聰官居六品，未能免於廷杖，之後被外放任職。

### 外放為官
嘉靖六年（1527年），楊維聰出任山西按察使司副使。嘉靖九年（1530年），改河南提督學校。嘉靖十二年（1533年），陞山東布政使司參政。嘉靖十三年（1534年），陞任山西右布政使，次年轉山東左布政使。嘉靖十七年（1538年），授南京光禄寺卿。翌年改太仆寺卿。

### 晚年及身後
楊維聰於嘉靖十九年（1540年）致仕，數年後卒於家。崇祀固安鄉賢祠。清及民國《固安縣志》皆有傳。

## 著作
楊維聰善屬文，其在正德辛巳科之廷對名篇流傳至今。嘉靖十二年（1533年），《山東通志》修成，時任山東布政使司左參政的維聰為之作序。 同年九月，楊維聰行至分守地登州府的蓬萊縣，遇戶部謫守此地的教諭張鵬，維聰協助其增修縣學，并作《蓬萊縣儒學記》。 嘉靖十五年（1536年），維聰過曲阜闕里拜謁先師廟，留下碑刻數通。
維聰工詩，民國《固安縣志》錄其七律一首：
- 《題尊經閣》

邑庠尊經閣，故仁王佛閣也。學佛者居之。後有石塔。趙子昂所書正德初太康劉公湜來宰是邑，逐僧毀塔，改為尊經閣，人多稱之。然釋固異端，猶有知以禪律為事者。吾儒為聖人之徒，若但役志科目，而不知從事於身心之學，則五穀不熟不如荑稗矣。請為諸英俊勉之。
阿閣三重書百編，青衿白首此鑽研。
兩河檻外清兼濁，阡陌宮前斷復連。
北闕晴雲常五色，西山瑞靄亙千年。
歸儒逃墨思曩跡，入室升堂俟後賢。
另有關於泰山封禪之七律一首：
- 《登封臺》

封禪當年侈數君，陞中曾此事彌文。
金泥閟久明禋玉，石檢栖余清晝雲。
紫氣漫傳宮闕現，白毫爭見老翁耘。
二儀高厚如何報，遙望長安空夕曛。
另有遊博山（今淄博市博山區）時所作五律一首：
- 《孝泉》

一派流芳潤，千年永孝思。
泉源應有本，天地更無私。
仙駕青鸞迥，遺宮碧蘚滋。
時聞精爽發，蕭蕭動靈飔。
曾輯《性理諸家解》三十四卷。

## 遺跡
固安城內曾建有解元坊、翰林坊、狀元及第坊。其中狀元及第坊在城內北大街路西，至民國時尚存。其墓在固安縣城東北大孫郭村，民國時尚有碑刻數通。

## 家族
固安楊氏詩書傳家，重視教化，自楊和起，後人多有科名。楊維聰是固安縣歷史上唯一的狀元，其兄楊維傑，嘉靖五年（1526年）中式丙戌科一甲二名進士（榜眼），兄弟均列鼎甲，一時為科場佳話，在北方讀書人中尤為罕見。三弟楊維誠則考中舉人。
維聰子文祈，字永叔，號鉴菴，嘉靖三十一年（1552年）壬子科舉人。維傑子文禎，嘉靖十年（1531年）貢生，任直隸南和县訓導，陞順德府教授；維傑子文祿，隆慶四年貢生。
文祿子寀学，萬曆十六年戊子科舉人。

## 佚事
明焦竑《玉堂叢語》記載，正德年間，固安縣偶發洪水，崩岸斷橋，岸邊出現石碑一通，上有“橋崩天子過，碑出狀元來”十個字。當年，武宗南巡，經過縣境，次年楊維聰狀元及第。
传说文徵明被召入翰林院，因为不是科举正途出身而为状元姚涞、杨维聪所羞辱。二人放言：“我衙门不是画院，乃客画匠处此。”唯有黄佐、陈沂、马汝骥与文徵明酬唱甚欢，并说二人“只会中状元，更無余物。”

## 相關文學
明人許恒所撰《二奇緣傳奇》，講述舉人楊維聰與費懋中（後兩人為同榜鼎甲）等四人赴京參加會試途中的奇遇。